# Discurso de Vladímir Putin en Múnich
El discurso de Vladímir Putin en Múnich fue un discurso del presidente ruso Vladímir Putin dado el 10 de febrero de 2007 durante la Conferencia de Seguridad de Múnich.
Putin usó el discurso para expresar puntos significativos de la dirección futura de la política exterior rusa. En los años siguientes recibió descripciones en la prensa rusa como "histórico" y "profético". En Occidente se considera el primer hito del enfrentamiento entre Rusia y la OTAN tras el fin de la guerra fría.
En su intervención, Putin condenó firmemente los esfuerzos de Estados Unidos por construir un mundo unipolar, criticó el acercamiento de la OTAN hacia las fronteras de Rusia, la configuración del sistema internacional y llamó a la calma en la cuestión del programa nuclear y de misiles de Irán, aunque pidió aclaraciones sobre el mismo. También se abordó otros asuntos de importancia global.
El discurso llegó a ser conocido, especialmente en Rusia, como "el discurso de Múnich". 

## Puntos principales del discurso
El discurso de Putin se centró en los siguientes puntos:
- Estados Unidos trata de imponer sus reglas y su voluntad a otros países, pero el modelo unipolar es imposible e inaceptable en el mundo moderno.
- Crítica hacia la expansión de la OTAN, que, considera, tiene un carácter provocativo y reduce el nivel de confianza mutua.
- Rusia respeta los acuerdos sobre la reducción de los arsenales nucleares estratégicos y espera que Estados Unidos haga lo mismo.
- Nadie (refiriéndose a ningún estado) se siente seguro porque la ley internacional es muy blanda, lo que genera un aumento en la carrera armamentística.
- Solo la ONU puede autorizar el uso de la fuerza para resolver los conflictos.
- La militarización del espacio exterior es inadmisible, y todos los estados deben abstenerse de ello.
- Rusia siempre ha desarrollado una política exterior independiente y tiene la intención de continuar siguiéndola.

Además, Putin dijo que como resultado de las acciones de Estados Unidos y sus aliados nadie se siente seguro, porque ese tipo de políticas estimula la carrera armamentista.

## Reacciones
En respuesta, el exsecretario de la OTAN Jaap de Hoop Scheffer lo llamó "decepcionante y sin utilidad". Los meses posteriores al discurso estuvieron marcados por la tensión y un aumento de la retórica en ambos lados del Atlántico, aunque los funcionarios rusos y estadounidenses, sin embargo, negaron la idea de una nueva Guerra Fría.
Putin se opuso públicamente a los planes para el escudo antimisiles de Estados Unidos en Europa, y presentó al presidente George W. Bush una contrapropuesta el 7 de junio de 2007 que fue rechazada. Rusia suspendió su participación en el Tratado de las Fuerzas Armadas Convencionales en Europa el 11 de diciembre de 2007 porque

Han pasado 7 años y solo 4 estados han ratificado este documento, incluida la Federación de Rusia.

## Legado
Tras la invasión rusa de Ucrania de 2022, el discurso se ha mostrado como revelador sobre la acciones futuras de Putin.
Algunos analistas como John Mearsheimer o Stephen F. Cohen han vuelto a analizar el discurso, concluyendo que en el mismo, Putin estaba explícitamente advirtiendo a la OTAN que su expansión hacia el Este era considerado una amenaza a la seguridad nacional por parte de Rusia.
El politólogo Andrew Michita interpreta el discurso como una "declaración de guerra contra Occidente".